# Aziatische kampioenschappen schaatsen 2000
De Aziatische kampioenschappen schaatsen 2000 werden op 14 en 15 januari 2000 op de natuurijsbaan Handgait te Ulaanbaatar, Mongolië gehouden.
Deze kampioenschappen bestonden uit een allround- en een afstandendeel. Het allrounddeel was de tweede editie van de Continentale kampioenschappen schaatsen voor Azië; tegelijkertijd vonden de Aziatische kampioenschappen schaatsen afstanden plaats.
Vanaf de editie van 1999 was het aantal deelnemers aan het WK Allround door de ISU op 24 deelnemers vastgesteld. De startplaatsen werd voortaan per continent verdeeld. Voor Europa werd het EK Allround tevens het kwalificatietoernooi voor het WK Allround. Voor Azië en Noord-Amerika & Oceanië waren er door de ISU in 1999 speciaal kwalificatietoernooien voor georganiseerd. In 2000 was het aantal startplaatsen voor Azië bij de mannen vijf, en bij de vrouwen zeven. Zowel bij de mannen als de vrouwen werd het kampioenschap over drie afstanden verreden.

## Mannentoernooi

### Allround
Er namen twaalf mannen aan deze tweede editie mee. Vier uit China en Japan, twee uit Kazachstan en Zuid-Korea. De Japanner Hiroyuki Noake prolongeerde zijn titel van 1999 van dit Continentaal Kampioenschap. De vijf startplaatsen ging naar Japan (3), Kazachstan (1) en Zuid-Korea (1). De als vijfde geëindigde Zuid-Koreaan Mun Joon nam niet deel aan het WK Allround, zijn plaats werd door Choi Jae-bong ingenomen, die op dit kampioenschap ontbrak.
| Rang   | Schaatser        | Land       | Punten  | 500m           | 5000m        | 1500m        |
| ------ | ---------------- | ---------- | ------- | -------------- | ------------ | ------------ |
| Goud   | Hiroyuki Noake   | Japan      | 119.894 | 37,72 (1)      | 7.14,71 (4)  | 1.56,11 (2)  |
| Zilver | Sergej Tsibenko  | Kazachstan | 120.810 | 38,92 (3)      | 7.14,37 (3)  | 1.55,36 (1)  |
| Brons  | Keiji Shirahata  | Japan      | 121.258 | 39,21 (6)      | 7.02,12 (1)  | 1.59,51 (6)  |
| 4      | Takahiro Nozaki  | Japan      | 121.259 | 39,61 (7)      | 7.07,83 (2)  | 1.56,60 (3)  |
| 5      | Mun Joon         | Zuid-Korea | 123.580 | 39,12 (5)      | 7.22,04 (6)  | 2.00,77 (9)  |
| 6      | Liu Guangbin     | China      | 124.063 | 39,63 (8)      | 7.21,33 (5)  | 2.00,90 (10) |
| 7      | Liu Tongyang     | China      | 124.197 | 39,83 (10)     | 7.24,91 (7)  | 1.59,63 (8)  |
| 8      | Kazuki Sawaguchi | Japan      | 124.261 | 39,81 (9)      | 7.26,84 (8)  | 1.59,41 (5)  |
| 9      | Park Jae-Man     | Zuid-Korea | 124.305 | 38,90 (2)      | 7.35,52 (9)  | 1.59,56 (7)  |
| 10     | Liu Liyou        | China      | 125.360 | 39,00 (4)      | 7.48,24 (12) | 1.58,61 (4)  |
| 11     | Yu Tao           | China      | 127.393 | 40,27 (11)     | 7.39,30 (10) | 2.03,58 (11) |
| nc12   | Nikolaj Uljanin  | Kazachstan | 115.340 | 1.09,18 * (12) | 7.41,60 (11) | -            |

(* = gevallen)

### Afstanden
| Afstand | Goud              | Zilver            | Brons                |
| ------- | ----------------- | ----------------- | -------------------- |
| 2×500m  | Toshiyuki Kuroiwa | Choi Jae-bong     | Kazuya Nishioka      |
| 1000m   | Choi Jae-bong     | Toshiyuki Kuroiwa | Kazuya Nishioka      |
| 1500m   | Choi Jae-bong     | Mamoru Ishioka    | Vladimir Kostin      |
| 5000m   | Mamoru Ishioka    | Vladimir Kostin   | Njamdondovyn Ganbold |

## Vrouwentoernooi

### Allround
Er namen twaalf vrouwen aan deze tweede editie mee. Vijf uit Japan, vier uit China, twee uit Zuid-Korea en één uit Kazachstan. De Japanse Maki Tabata prolongeerde haar titel van 1999 van dit Continentaal Kampioenschap. De zeven startplaatsen gingen naar Japan (3), China (2), Kazachstan (1) en Zuid-Korea (1). De als zesde geëindigde Japanse Eriko Seo nam niet deel aan het WK Allround, haar plaats werd door Aki Narita ingenomen, die op dit kampioenschap als achtste eindigde.
| Rang   | Schaatsster          | Land       | Punten  | 500m       | 3000m        | 1500m        |
| ------ | -------------------- | ---------- | ------- | ---------- | ------------ | ------------ |
| Goud   | Maki Tabata          | Japan      | 129.035 | 41,82 (2)  | 4.31,59 (1)  | 2.05,85 (1)  |
| Zilver | Song Li              | China      | 129.723 | 41,30 (1)  | 4.37,74 (2)  | 2.06,40 (2)  |
| Brons  | Gao Yang             | China      | 132.463 | 42,23 (3)  | 4.40,04 (4)  | 2.10,68 (4)  |
| 4      | Ljoedmila Prokasjeva | Kazachstan | 133.128 | 43,13 (6)  | 4.39,65 (3)  | 2.10,17 (3)  |
| 5      | Chiharu Nozaki       | Japan      | 133.996 | 43,30 (7)  | 4.40,68 (5)  | 2.11,75 (5)  |
| 6      | Eriko Seo            | China      | 134.957 | 43,01 (5)  | 4.42,07 (7)  | 2.14,81 (9)  |
| 7      | Baek Eun-bi          | Zuid-Korea | 135.085 | 43,75 (9)  | 4.43,41 (8)  | 2.12,30 (6)  |
| 8      | Aki Narita           | Japan      | 135.190 | 42,78 (4)  | 4.40,74 (6)  | 2.16,86 (11) |
| 9      | Kanae Kobayashi      | Japan      | 135.975 | 43,93 (11) | 4.47,49 (9)  | 2.12,39 (7)  |
| 10     | Zhang Xiaolei        | China      | 136.646 | 43,77 (10) | 4.52,10 (11) | 2.12,58 (8)  |
| 11     | Lu Yajun             | China      | 137.193 | 43,50 (8)  | 4.49,70 (10) | 2.16,23 (10) |
| 12     | Choi Jin-Seon        | Zuid-Korea | 139.823 | 44,89 (12) | 4.54,26 (12) | 2.17,67 (12) |

### Afstanden
| Afstand | Goud         | Zilver          | Brons        |
| ------- | ------------ | --------------- | ------------ |
| 2×500m  | Kimiko Nurui | Choi Seung-yong | Lee Yong-joo |
| 1500m   | Lee Yong-joo |                 |              |

1994 Sapporo · 
1995 Ulaanbaatar · 
1997 Obihiro · 
1998 Obihiro · 
2000 Ulaanbaatar · 
2001 Harbin · 
2004 Chuncheon · 
2005 Ikaho · 
2007 Changchun · 
2008 Shenyang · 
2009 Tomakomai · 
2010 Obihiro · 
2011 Harbin · 
2012 Astana · 
2013 Changchun · 
2014 Tomakomai · 
2015 Changchun